# Янг Бакс
«Янг Бакс» (англ. The Young Bucks) — американская команда в реслинге, состоящая из братьев Мэтью Мэсси (англ. Matthew Massie, род. 13 марта 1985) и Николаса Мэсси (англ. Nicholas Massie, род. 28 июля 1989), которые известны под именами Мэтт и Ник Джексон, соответственно. Оба являются исполнительными вице-президентами All Elite Wrestling, где они также выступают в качестве рестлеров.
«Янг Бакс» известны по своей работе в New Japan Pro-Wrestling (NJPW) и Ring of Honor (ROH), где они стали важными членами группировки Bullet Club. После сюжета «Гражданская война» в 2018 году «Янг Бакс», Кенни Омега, Адам Пейдж, Марти Скёрлл и Коди Роудс образовали групиировку «Элита». Они выступали в различных американских независимых промоушенах — в частности, в Pro Wrestling Guerrilla (PWG) — и ранее работали в Total Nonstop Action Wrestling (TNA) как Generation Me под именами Макс и Джереми Бак.
Янг Бакс являются командными чемпионами IWGP в полутяжёлом весе (7 раз), командными чемпионами ROH (3 раза), чемпионами NEVER в открытом весе команд из 6 человек (3 раза) и однократными командными чемпионами ААА и командными чемпионами IWGP.

## Профессиональная карьера

### Обучение и дебют (2001—2004)
В 2001 году семья Мэйсси установила бойцовский ринг на заднем дворе своего дома, где братья Мэтт, Ник и Малахи начинали свой реслинг путь, подражая тому, что видели по телевизору. В возрасте 18 лет Мэтт начал профессиональное обучение в La Mirada, Калифорния, под руководством Рона Риверы, Диско Машины, Скорпиона Скай и Супер Драгона. Мэтт посещал школу реслинга со своим хорошим другом Дастином Катлером. Позже Ник присоединился к своему брату и также посетил несколько занятий в школе реслинга. Мэтт, Ник и Дастин участвовали в своем первом профессиональном матче на совместном мероприятии Alternative Wrestling Show / C4 / Revolution Pro, которое состоялось 8 августа 2004 года. Мэтт работал в роли Пушистого пса, Дастин был в роли Фермера, а Ник был рефери в маске Санто. После этого Мэтт и Ник несколько раз выступали в Revolution Pro и Revolution X в костюмах куриц, под названием «Los Gallineros».

### Выступления в High Risk Wrestlting (2004—2009)
В октябре 2004 года с помощью своей семьи Мэтт открыл свой собственный независимый промоушен под названием High Risk Wrestling (HRW). Мэтт изначально был главным владельцем HRW, ему помогали в этом Ник и Малахи, а также его друг Дастин Катлер. Позже все трое в конечном итоге также стали владельцами промоушена. Промоушен проводил шоу два раза в месяц и помог Мэтту и Нику освоить многие приемы. В главном событии HRW «Highway 2 Hell» 4 августа 2007 года Мэтт и Ник объединились с Марти Джаннетти в матче из шести человек, где они победили Джои Райана, Карла Андерсона и Диабло.
26 февраля 2005 года на шоу «Full Contact Wrestling» Мэтта и Ника впервые назвали «Янг Бакс». Первоначально Мэтт выступал под именем «Мистер Мгновенный повтор», в то время как Ника называли «Слик Ник». Позже, другой промоутер решил, что Мэтт и Ник должны выступать с фамилиями, и предложил фамилию «Джексон», которую они используют с тех пор.
С помощью HRW Мэтт и Ник в конечном итоге получили места в нескольких популярных промоушенах в Южной Калифорнии. Они также приобрели опыт работы перед камерой, снимающей ТВ записи для Национального реслинг-альянса (NWA).
HRW закрылось в 2009 году.

### Pro Wrestling Guerrilla

#### Вражда с династией (2007—2008)
Янг Бакс дебютировали в Pro Wrestling Guerrilla (PWG) 10 июня 2007 года в Бербанке, штат Калифорния, на Roger Dorn Night. Проиграв «Высокомерии» (Крис Бош и Скотт Лост). 31 августа 2007 года PWG провели первую ночь турнира «Битва за Лос-Анджелес» 2007 года, где Янг Бакс одержали свою первую победу в командном турнире PWG, победив такие команды как: Phoenix Star, Zokre и Los Luchas. На шоу Мэтт и Ник познакомились с Драконом Гейт (DG) и Симой, оба были восхищены выступлением братьев. 5 января 2008 года Янг Бакс встретились с командой Dragon Gate Muscle Outlaw’z (Наруки Дои и Масато Ёсино) на All Star Weekend 6 - Night 1, однако проиграли им. На следующую ночь они проиграли Династии (Скотт Лост и Джои Райан). На следующем шоу, 27 января, Янг Бакс получили свой первый шанс побороться за командные пояса PWG, но снова были побеждены династией. В течение следующих двух месяцев Янг Бакс участвовали в серии квалификаций DDT4, в которой они проиграли Ти Джей Перкинсу и Хуку Бамббери, победили Робина и Скорпио Скай и сыграли вничью с Los Luchas, а затем проиграли решающий матч команде Los Luchas. Вскоре после этого The Young Bucks отправились в свой первый тур Dragon Gate. По возвращении из которого Янг Бакс победили Династию 6 июля 2008 года на пятом юбилейном шоу «Жизнь во время войны» .

### Разовые выступления в WWE (2008, 2011)
22 февраля 2008 года Мэтт появился на шоу WWE SmackDown, проиграв Чаку Палумбо. Также он появился на SmackDown 17 октября 2008 года, на этот раз проиграв Биг Шоу в матче по правилам последний стоящий на ногах. На эпизоде ECW от 28 октября Янг Бакс вышли в образе Трипл Эйча и Шона Майклза в сегменте с Джоном Моррисоном и Мизом. 15 августа 2011 года Янг Бакс провели пробный матч для продюсеров WWE до начала показа Raw в Сан-Диего.

#### Альянс с Кенни Омегой (2016—2019)
В начале 2016 года Янг Бакс сформировали подгруппу в Bullet Club — «The Elite» вместе с Кенни Омегой, сразу после того, как Янг Бакс и Кенни Омега предали Эй Джей Стаилза. 20 февраля в Honor Rising: Япония 2016, Элита победила Джея Бриско, Марка Бриско и Тору Яно, выиграв титулы NEVER команд из 6 человек. Позже проиграли титул Хироси Танахаси, Майклу Элгину и Ёситацу 10 апреля во время Invasion Attack 2016, позже вновь вернули 3-го мая на Wrestling Dontaku 2016. 19 июня на Доминион 6.19, Янг Бакс в пятый раз выиграли командные титулы IWGP, победив Мэтта Сидала и Рикошета, Редрагон и Роппонги Вайс. 3 июля Янг Бакс и Омега проиграли титулы NEVER команд из 6 человек Мэтту Сидалу, Рикошету и Сатоси Кодзиме. 21 августа Янг Бакс впервые защитили командные титулы IWGP против Мотор Сити. После победы Янг Бакс бросили вызов командным чемпионам среди юниоров NJPW, что привело к матчу 22 сентября, где они безуспешно бросили вызов действующим командным чемпионам среди юниоров IWGP Братьям Бриско. Три дня спустя Дэвид Финлэй, Рикошет и Сатоси Кодзима потерпели поражение от Янг Бакс и Адама Коула в матче за вакантные титулы NEVER команд из 6 человек. 10 октября на King of Pro-Wrestling, Янг Бакс успешно защитили командные титулы IWGP против Финли и Рикошета. 4 января 2017 года на Wrestle Kingdom 11 в Tokyo Dome, Янг Бакс проиграли титулы командных чемпионов IWGP Роппонги Вайс. Янг Бакс вернули титулы командных чемпионов 11 июня на Доминионе 6.11. Позже вновь проиграли команде Funky Future (Рикошет и Рюсукэ Тагути) 13 августа. 4 января 2018 года Янг Бакс победили Роппонги 3К на Wrestle Kingdom 12, выиграв титулы IWGP среди юниоров в седьмой раз. Их рейн длился всего 24 дня, проиграв титулы Роппонги 3К на New Beginning в Саппоро.
24 февраля 2018 года Янг Бакс объявили, что переходят в дивизион тяжеловесов NJPW. На Strong Style Evolved они проиграли команде Годен Ловерс (Кенни Омега и Кота Ибуси). На Sakura Genesis 2018 они одержали свою первую победу в дивизионе, победив своих товарищей по команде Bullet Club Чейза Оуэнса и Юдзиро Такахаси. На Wrestling Dontaku 2018 они в третий раз выиграли командные титулы NEVER команд и 6 человек, на этот раз с Марти Скарллом. На Доминионе они победили «Лос Ингобернаблс де Япон» (Эвил и Санада), впервые выиграв командные титулы IWGP среди тяжеловесов, став второй командой, выигравшей командные титулы среди юниоров и среди тяжеловесов. И первой командой выигравшей все три командные титулы NJPW (командные чемпионы среди юниров IWGP, командные чемпионы IWGP среди тяжеловесов и титулы NEVER команд из 6 человек) вместе. 12 августа на G1 Climax 28 Янг Бакс проиграли титулы NEVER команд из 6 человек Тама Тонге, Танга Лоа и Тайцзи Ишимори. Все они являлись часть подгруппы Bullet Club — Bullet Club OG. На «Fighting Spirit Unleashed» они проиграли титулы командных чемпионов IWGP в тяжелом весе Тама Тонге и Танга Лоа. На Wrestle Kingdom 13 Янг Бакс приняли участие в трехстороннем матче за командные титулы IWGP против чемпионов «Партизан судьбы» и «Лос-Ингобернаблс-де-Джапон» (Санада и Эвил), но проиграли матч. 7 февраля 2019 года их профили были удалены с сайта NJPW.

### All In (2017—2018)
В 2017 году Дейв Мельтцер предположил, что ни одно независимое шоу не сможет продать арену на десять тысяч мест в Соединенных Штатах. Янг Бакс вместе с Коди Роудсом бросили вызов этой идее, спланировав шоу специально для привлечения десяти тысяч поклонников. В мае было объявлено, что шоу получит название «All In», и состоится 1 сентября 2018 года на Sears Centre Arena, в котором примут участие многие популярные борцы из различных независимых промоушенов, таких как Ring of Honor, NJPW и PWG. 13 мая 2018 года все билеты на «All In» были распроданы за 30 минут. На мероприятии Янг Бакс вместе с Кота Ибуси победили Бандидо, Рея Феникса и Рея Мистерио.

### All Elite Wrestling (с 2019 года по настоящее время)
5 ноября 2018 года в Джексонвилле, штат Флорида, было зарегистрировано несколько товарных знаков, указывающих на запуск All Elite Wrestling. В декабре 2018 года Коди, Янг Бакс и несколько других борцов покинули ROH. Официальное объявление о создании AEW появилось в полночь по тихоокеанскому времени 1 января 2019 года в эпизоде "Быть элитой" , веб-сериала на YouTube. Также в этом выпуске было объявлено о «Double or Nothing», первом шоу AEW и продолжении «All In». 2 января 2019 года Коди и Янг Бакс официально подписали пятилетние контракты с промоушеном, выступая в качестве исполнительных вице-президентов AEW, в то время как предприниматель, футбольный менеджер и давний фанат реслинга Тони Хан был объявлен президентом компании. 8 января 2019 года компания провела свою первую пресс-конференцию на привокзальной площади TIAA Bank Field, где они объявили реслеров, которые должны были выступить на шоу AEW, включая Джоуи Джанелу, Кристофера Дэниелса, Скорпиона Скай, Пака, Фрэнки Казарян и Криса Джерико. Они также объявили о сотрудничестве с китайской компанией реслинга — Oriental Wrestling Entertainment (OWE).
Янг Бакс дебютировали в AEW 25 мая на Double or Nothing, где они победили Братьев Луча (Пентагон Младший и Фенекс).
16 марта 2019 года Бакс дебютировали в AAA, в рамках партнерства с All Elite Wrestling на мероприятии Rey de Reyes, где они бросили вызов недавно ставшими командными чемпионами Братьям Луча. Позже, той же ночью, Баксы победили Братьев Луча, выиграв командные титулы AAA, это были их первые титулы в Мексике.

## Титулы и достижения
- All Elite Wrestling
  - Командные чемпионы мира AEW (2 раза)[1]
  - Чемпион мира AEW среди трио (1 раз) — с Кенни Омегой
- Alternative Wrestling Show
  - Командные чемпионы AWS (1 раз)[2]
- Chikara
  - Chikara Campeonatos de Parejas (1 раз)[3]
- DDT Pro-Wrestling
  - Чемпионы железных людей в хеви-металлическом весе (1 раз)[4]
- Demand Lucha
  - Канадские Королевские командные чемпионы (1 раз)[5]
- Dragon Gate USA
  - Чемпионы Open the United Gate (1 раз)[6]
- Empire Wrestling Federation
  - Командные чемпионы EWF (1 раз)[2]
- Family Wrestling Entertainment
  - Командные чемпионы FWE (1 раз)[7]
- Future Stars of Wrestling
  - Командные чемпионы FSW (1 раз)[8]
- High Risk Wrestling
  - Турнир выживших (2006)[9]
- House of Glory
  - Командные чемпионы House of Glory (1 раз)[10]
- Insane Wrestling League
  - Командные чемпионы IWL (3 раза)[11]
- Lucha Libre AAA Worldwide
  - Командные чемпионы мира AAA (1 раз)[12]
- New Japan Pro-Wrestling
  - Командные чемпионы IWGP в полутяжёлом весе (7 раз)[13]
  - Командные чемпионы IWGP (1 раз)
  - Командные чемпионы 6-и человек NEVER в открытом весе (3 раза) — дважды с Кенни Омегой и единожды Марти Скерлом[14]
- Pro Wrestling Destination
  - Командные чемпионы PWD (1 раз)[15]
- Pro Wrestling Guerrilla
  - Командные чемпионы мира PWG (4 раза)[2]
- Pro Wrestling Illustrated
  - Команда года (2017, 2018, 2021)[16]
  - Ник Джексон становится 38 в топе 500 лучших рестлеров 2018 года
  - Мэтт Джексон становится 40 в топе 500 лучших рестлеров 2018 года
- Ring of Honor
  - Командные чемпионы мира среди трио ROH (2 раза) — по одному разу с Адамом Коулом и Коди Роудсом
  - Командные чемпионы мира ROH (3 раза)
  - Команда года (2017)
- Wrestling Observer Newsletter
  - Лучший приём (2009) More Bang for Your Buck[17]
  - Лучший приём (2014) Meltzer Driver[18]
  - Команда года (2014—2018, 2020, 2021)
  - Матч года (2020) против Кенни Омеги и Адама Пейджа на Revolution
  - Матч года (2021) против «Луча-братьев» на All Out
  - Лучшая книга о реслинге (2020)
  - Команда десятилетия (2010-е)[19]